# Australian Open de 1982
O Australian Open de 1982 foi um torneio de tênis disputado nas quadras de grama do Kooyong Lawn Tennis Club, em Melbourne, na Austrália, entre 2 e 13 de dezembro. Corresponde à 15ª edição da era aberta e à 71ª de todos os tempos.

## Finais

### Profissional
| Categoria | Evento    | Campeã(s)(o/ões)                | Vice-campeã(s)(o/ões)          | Resultado     | Chave(s)  | Chave(s)       |
| --------- | --------- | ------------------------------- | ------------------------------ | ------------- | --------- | -------------- |
| Simples   | Masculino | Johan Kriek                     | Steve Denton                   | 6–3, 6–3, 6–2 | principal | qualificatório |
| Simples   | Feminino  | Chris Evert                     | Martina Navrátilová            | 6–3, 2–6, 6–3 | principal | qualificatório |
| Duplas    | Masculino | John Alexander John Fitzgerald  | Andy Andrews John Sadri        | 6–4, 7–6      | principal | principal      |
| Duplas    | Feminino  | Martina Navrátilová Pam Shriver | Claudia Kohde-Kilsch Eva Pfaff | 6–4, 6–2      | principal | principal      |

### Juvenil
| Categoria | Evento    | Campeã(s)(o/ões)            | Vice-campeã(s)(o/ões) | Resultado | Chave(s)  | Chave(s)       |
| --------- | --------- | --------------------------- | --------------------- | --------- | --------- | -------------- |
| Simples   | Masculino | Mark Kratzmann              | Simon Youl            | 6–3, 7–5  | principal | qualificatório |
| Simples   | Feminino  | Amanda Brown                | Pascale Paradis       | 6–3, 6–4  | principal | qualificatório |
| Duplas    | Masculino | Brendan Burke Mark Hartnett |                       |           | principal | principal      |
| Duplas    | Feminino  | Annette Gulley Kim Staunton |                       |           | principal | principal      |